# 風をみつめて
「風をみつめて」（かぜをみつめて）は、コブクロの30枚目のシングル。2018年11月7日にワーナーミュージック・ジャパンから発売された。表題曲のみ、各音楽配信サイトでは10月29日より配信開始。

## 解説
前作「ONE TIMES ONE」から7ヵ月ぶりのシングル。
カップリングには、2017年のツアーで新曲として披露されていた「夏の雫」「白雪」が収録される。
2019年5月1日に元号が令和に改元されたため、コブクロの2人にとっては、本作が平成最後のシングル作品となった。

## 収録曲
全曲 作詞・作曲:小渕健太郎  編曲 :コブクロ
1. 風をみつめて
テレビ東京系ドラマ「ドラマBiz」『ハラスメントゲーム』主題歌
2. 夏の雫
3. 白雪
4. 風をみつめて  (Instrumental)
5. 夏の雫  (Instrumental)
6. 白雪  (Instrumental)

## 収録アルバム
- ALL TIME BEST 1998-2018(#1)
- Star Made(#1,3)
- Seasons Selection〜Summer〜 (#2)
- Seasons Selection〜Autumn〜 (#1)
- Seasons Selection〜Winter〜 (#3)
- ALL SEASONS BEST (#1-3)